# Cadre-71/2-Europameisterschaft 1974

Logo CEB (ausrichtender Verband)

Veranstaltungsort: Heeswijk-Dinther

Die Cadre-71/2-Europameisterschaft 1974 war das 27. Turnier in dieser Disziplin des Karambolagebillards und fand vom 18. bis zum 21. April 1974 in Heeswijk-Dinther statt. Es war die sechste Cadre-71/2-Europameisterschaft in den Niederlanden.

## Geschichte
Der klare Favorit vor Start der Meisterschaft war der Titelverteidiger Ludo Dielis. Er verlor aber in der fünften Runde gegen Jean Bessems. In der letzten Partie gegen Francis Connesson hatte er aber noch alle Chancen. Hier zeigte der neue Europameister Connesson aber gute Nerven und gewann in zwölf Aufnahmen mit 300:188 und wurde erstmals Titelträger in dieser Disziplin. Für den deutschen Meister Klaus Hose, der bei der DM in Essen mit 42,71 GD Dieter Müller auf Platz zwei verwies, startete die EM mit drei Siegen gut. Dann verlor er gegen Laurent Boulanger knapp mit 276:300. Danach war der Faden gerissen und er gewann keine Partie mehr und wurde für ihn enttäuschend nur Fünfter.  

## Turniermodus
Hier wurde im Round Robin System bis 300 Punkte gespielt. Es wurde mit Nachstoß gespielt. Damit waren Unentschieden möglich.
Bei MP-Gleichstand wird in folgender Reihenfolge gewertet:
1. MP = Matchpunkte
2. GD = Generaldurchschnitt
3. HS = Höchstserie

## Abschlusstabelle

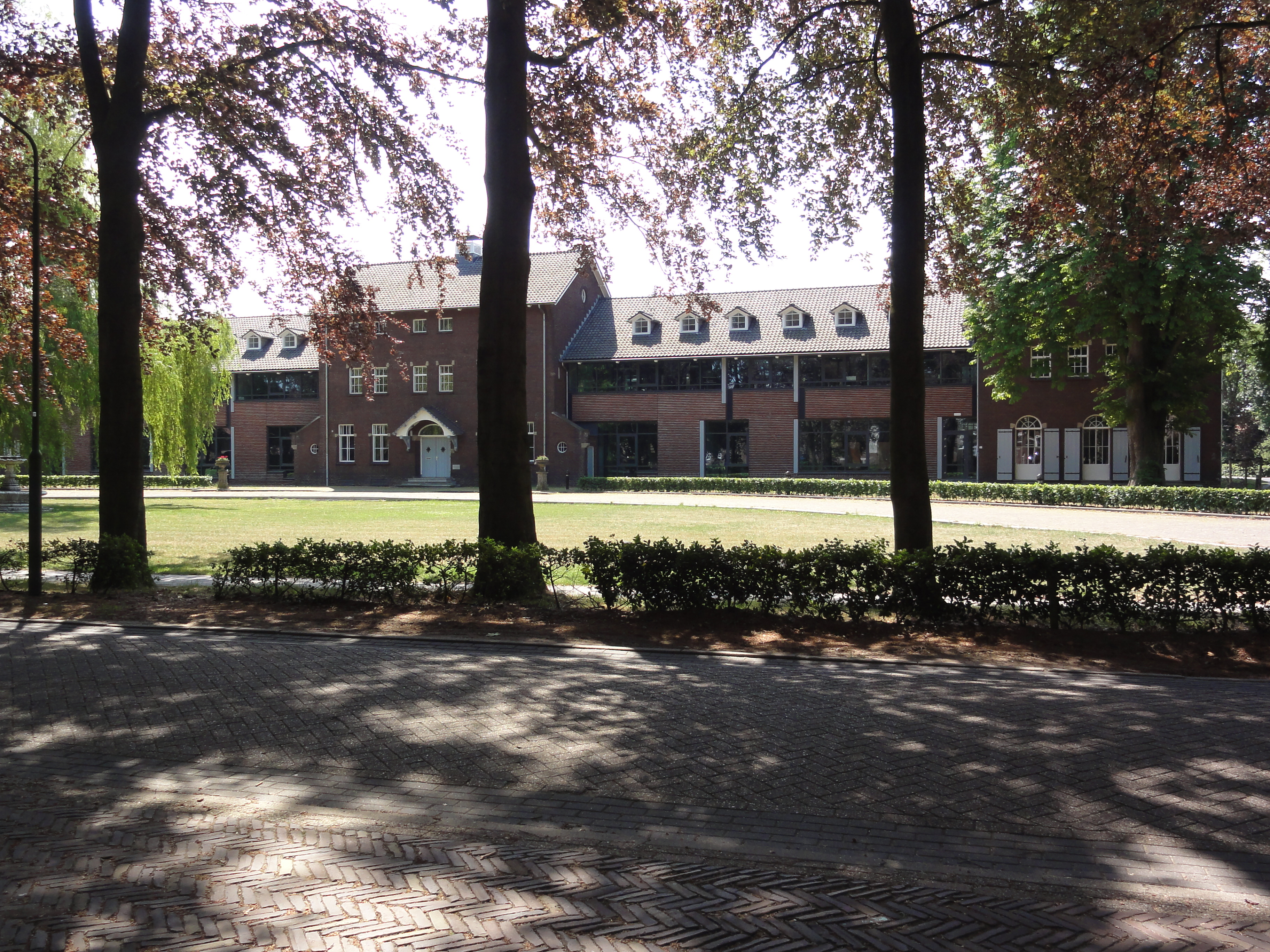
Das ehemalige Gymnasium Bernrode

| MP    | Match Points (Sieger = 2; Unentschieden = 1; Verlierer = 0) |
| Pkte. | Erzielte Karambolagen                                       |
| Aufn. | Benötigte Versuche                                          |
| GD    | Generaldurchschnitt                                         |
| BED   | Bester Einzeldurchschnitt eines Spielers                    |
| HS    | Höchstserie                                                 |
|       | Bester GD des Turniers                                      |
|       | Bester ED des Turniers                                      |
|       | Beste HS des Turniers                                       |
|       | 1. Platz (Gold)                                             |
|       | 2. Platz (Silber)                                           |
|       | 3. Platz (Bronze)                                           |

| Platz                      | Name              | MP   | Pkte. | Aufn. | GD    | BED    | HS  |
| -------------------------- | ----------------- | ---- | ----- | ----- | ----- | ------ | --- |
| 1                          | Francis Connesson | 12:2 | 2064  | 48    | 43,00 | 75,00  | 274 |
| 2                          | Ludo Dielis       | 10:4 | 1739  | 43    | 40,44 | 100,00 | 279 |
| 3                          | Jean Bessems      | 10:4 | 1873  | 56    | 33,44 | 75,00  | 210 |
| 4                          | Laurent Boulanger | 8:6  | 1545  | 48    | 32,18 | 60,00  | 154 |
| 5                          | Klaus Hose        | 6:8  | 1596  | 54    | 29,55 | 75,00  | 223 |
| 6                          | Piet Dekker       | 5:9  | 1339  | 82    | 16,32 | 27,27  | 85  |
| 7                          | Franz Stenzel     | 4:10 | 1549  | 66    | 23,46 | 50,00  | 189 |
| 8                          | José Gálvez       | 1:13 | 846   | 67    | 12,62 | 12,50  | 70  |
| Turnierdurchschnitt: 27,04 |                   |      |       |       |       |        |     |